# Abdelkarim Tabbal
Œuvres principales
- Al-Bustân (Le jardin).

Abdelkarim Tabbal (en arabe طبال، عبد الكريم), né en 1931 à Chefchaouen au Maroc, est un poète marocain. Il publie ses premiers poèmes en 1952 dans le magazine Al-Anis. Diplômé d'études islamiques à l'Université de Karaouine, il est en 1965, l'un des membres fondateurs du festival de Shefshaoun. Sa poésie se distingue par ses rimes et ses métaphores, donnant un caractère musical à ses créations. Il remporte en 2004 le Prix Tchicaya U Tamsi.

## Son œuvre
- Al-T:arîq ilá l-insân, Tetuán: Mat:ba'a Krîmâdîs, 1971.
- Al-Ashyâ´ al-munkasara. Casablanca: Dâr al-Nashr al-Magribiyya, 1974.
- Al-Bustân. (Le jardin) Chefchaouen: S.E., 1988.
- Canción de un marzo triste, AMADO, Jose María ed., 15 siglos de poesía árabe.Granada: Litoral, 1988.
- Âbir al-sabîl, Chefchaouen: al-Madjlis al-Baladî, 1993.
- Âjar al-masâ´ (Fin d’après-midi), Chauen: Mat:ba`a Al-Nahdj, 1994.
- Shadjar al-Bayd:â´, Chauen: Amzîl Nîkűs, 1995.
- Al-Qabd: 'alá al-mâ´., Kenitra: Al-Bűkîlî lil-T:ibâ` wa Nashr wa-l-Tawzî`, 1996.
- Lawh:ât mâ´iyya, Chauen: Azîl Nîkűs, 1997.
- Kitâb al-'inâya, Mishkât (26), 95-121. 97.
- Ba'da al-djalaba., Tánger: Wikâla Shirâ` li-l-Jidmât al-I`lâm wa-l-Ittisâl, 1998.
- Alâ `ataba al-bah:r, Afâq, 1999, 61-62 329-331.
- Three poems, Banipal, 1999, 5 43-43.
- Alá 'ataba al-bah:r., Qenitra: Al-Bűkîlî li-l-T:ibâ`a wa-Nashr wa-l-Tawzî`, 2000.
- Al-A'mâl al-kâmila. al-Dawâwîn al-shi' riyya (2 Vols.). Manshűrât Wizârat al-Thaqâfa wa-l-Ittis:âl, 2000.
- Farâshât hâriba. Nouvelle autobiographique relative à son enfance et à sa jeunesse (1936-1956), 2004.